# Файнер, Герман
Герман Файнер (англ. Herman Finer; 24 февраля 1898, Герца, Королевство Румыния — 4 марта 1969, Чикаго, США) — англо-американский политолог и теоретик в области государственного управления.

## Биография
Герман Файнер родился в бедной еврейской семье, которая покинула Румынию когда он был ещё ребёнком и обосновалась в Лондоне. Здесь отец Файнера держал лавку зеленщика на небольшом рынке на улице Чепэл-Стрит в лондонском районе Ислингтон. Родители Файнера погибли во время налёта немецкой авиации на Лондон в январе 1945 года.
В 1920 году окончил школу экономики Лондонского университета и преподавал там же до 1942 года. В годы обучения выступал за университетскую команду по боксу в лёгком весе. Был активным членом Лейбористской партии, участвовал в работе Лондонского муниципалитета. Одним из первых ввёл в университетах Великобритании преподавание сравнительной политологии и управления обществом в качестве академических предметов.
В 1946—1965 годах — профессор обществоведения (social sciences) Чикагского университета. В послевоенные годы получил широкую известность как радиоведущий транслируемого из Чикагского университета круглого стола по политическим проблемам (University of Chicago Round Table). Подготовил и вёл серию телепередач «Правительство и человеческая природа» (Government and Human Nature). Отдельные из этих радио- и телепередач были выпущены в книжной форме.
Автор множества монографий по различным вопросам политологии, теории государственного управления, обществоведения, правительственного устройства различных стран, структуры итальянского фашизма, а также неоднократно переиздававшегося учебника политологии для университетов «Теория и практика современного правительства» (с 1932 года), книг «Италия Муссолини» (1923), «Президентство: кризис и возрождение» (1960) и других.
Будучи сторонником фабианского социализма, ответил на антисоциалистическую книгу Фридриха фон Хайека «Дорога к рабству» работой «Дорогой к реакции» (Road to Reaction, 1945), в которой доказывал, что государственное планирование и социальная защита не противоречат принципам демократии.
В книге «Предназначение Америки» (America’s Destiny, 1947) рассматривал теоретическую возможность «всемирного правительства», предположив, что объединение по крайней мере западноевропейских стран с созданием единого правительства по общим вопросам безопасности и экономики вполне возможно уже в ближайшем будущем.
Младший брат Германа Файнера — видный британский политолог и историк Сэмюэл Файнер, автор монументальной «Истории правительства с древнейших времён» (The History of Government from the Earliest Times) в 3-х томах (1997). Племянник — Джереми (Джем) Файнер (род. 1955), британский музыкант (банджо, гитара, саксофон), один из основателей The Pogues.

## Дискуссия Фридриха—Файнера
В конце 1930-х — начале 1940-х годов Герман Файнер был участником известной научной дискуссии с профессором Гарвардского университета политологом Карлом Джоэкимом Фридрихом (Carl Joachim Friedrich, 1901—1984) по проблеме ответственности и отчётности представителей власти и государственных служащих (The Friedrich—Finer Debate). Начало этой дискуссии восходит к 1935 году, когда К.Дж. Фридрих непреднамеренно начал спор с Г. Файнером касательно взаимоотношений между министрами и государственными служащими (так как дискуссия носила трансатлантический характер, она оказалась терминологически довольно запутанной). Центральным вопросом дискуссии стало соотношение ответственности и подотчётности в вопросах управления.
Фридрих утверждал, что для поддержания ответственности государственных должностных лиц традиционные контрольные и надзорные процедуры малоэффективны и не являются необходимыми так как большинство государственных служащих являются профессионалами, которые хорошо понимают необходимость тех или иных действий в интересах государства; в свою очередь Файнер настаивал на том, что общественный контроль и корректировка деятельности представителей власти является неотъемлемой частью демократической системы. Соответственно, Файнер настаивал на детальном исполнительном контроле над действиями представителей власти, тогда как Фридрих делал упор на профессионализм управленцев.
Фридрих полагал, что сложность современного процесса управления требует, чтобы в целях стимулирования инициативы управленцы несли полную ответственность как за свои действия, так и за отсутствие оных, даже с риском совершения серьёзных ошибок. При этом, они должны быть обязаны следовать своей технической компетенции даже если она входит в конфликт с указаниями вышестоящих инстанций. Нюансы государственного управления столь многочисленны и сложны, что они попросту не могут быть подвластны полному общественному контролю.
Файнер в свою очередь считал, что предложенная Фридрихом стратегия в конечном счёте приведёт к противостоянию официальных лиц и политических партий, к конфликту между электоратом и исполнительными органами. Техническая компетентность не является обоснованием управления. Поскольку технические знания в области управления приложимы лишь в случае их общественной необходимости, любое иное их использование нежели по прямому или подразумеваемому требованию сообщества следует признать безответственным. Файнер, таким образом, рассматривал самую возможность присутствия неподвластного общественному контролю процесса управления несовместимой с базовыми принципами демократического общества.
Современные историки государственного управления возводят так называемые «Три Закона Бюрократии» (Three Laws of Burocratics) именно к этому дебату, хоть их непосредственным источником и послужили азимовские «Три закона роботехники» (Three Laws of Robotics).

## Книги Г. Файнера
- Foreign Governments at Work: An introductory study (The world of to-day). Иностранные правительства в действии. Oxford University Press, 1921.
- Representative Government and a Parliament of Industry: A study of the German Federal Economic Council. Представительные правительства и парламент индустрии: исследование германского федерального экономического совета. G. Allen and Unwin, Limited, 1923.
- Mussolini’s Italy: A Classic Study of the Non-Communist One-Party State. Италия Муссолини: классическое исследование некоммунистического однопартийного государства. Victor Gollanz Ltd.: Лондон, 1923, 1934; Henry Holt, 1936; Grosset & Dunlap, 1950; Universal 1965; Grosset & Dunlap, 1965.
- The Theory and Practice of Modern Government (в двух томах). Теория и практика современного правительства. Methuen & Co.: Лондон, 1932; Dial Press, Inc.: Лондон, 1934; Methuen, 1954; Greenwood Press, 1971.
- The case against proportional representation (Fabian tract). Доводы против пропорционального представительства. The Fabian Society, 1932, 1935.
- Municipal trading: a study in public administration. Муниципальный трейдинг: исследование общественного управления. George Allen & Unwin: Лондон, 1941; Style Press: Лондон, 2007.
- The British Civil Service. An introductory essay. Британское самоуправление. The Fabian Society, 1927; The Fabian Society and Allen and Unwin: Лондон, 1937.
- The Rise of Italian Facism, 1918—1922. Подъём итальянского фашизма. Methuen & Co. Ltd., 1938.
- The Democratic and the Fascist Idea of Government. Демократическая и фашистская идея правительства. 1938.
- The T. V. A.: Lessons for International Application. Уроки для международного применения (телепередача). International Labour Office, 1944; Da Capo Press, 1972.
- Road to reaction. Дорогой к реакции. 1945; Greenwood Press, 1977.
- English Local Government. Английское местное управление. Methuen, 1946, 1950.
- The Future of Government (продолжение The Theory and Practice of Modern Government). Methuen, 1946, 1949.
- The United Nations Economic and Social Council (No. 12). Экономический и социальный совет ООН. World Peace Foundation, 1946; Greenwood Press, 1973.
- The French Revolution vs. the Russian Revolution: A radio discussion by Herman Finer, Louis Gottschalk and Julian Towster. Французская революция в сравнении с русской революцией, текст радиобеседы. The University of Chicago Round Table, 1947.
- Edmund J. James Lectures on Government. Лекции о правительстве Эдмунда Джеймса. Fourth Series. Urbana: University of Illinois Press, 1947.
- America’s Destiny. Предназначение Америки. McMillan Co: Нью-Йорк, 1947; Kessinger Publishing, 2005.
- How Can We Lessen East-West Tensions?: An NBC radio discussion (University of Chicago Round Table). Каким образом мы можем уменьшить напряжённость между Востоком и Западом? Радиобеседа. University of Chicago, 1952.
- Can Europe Unite?: An NBC radio discussion (University of Chicago Round Table). Может ли Европа объединиться? Радиобеседа. University of Chicago, 1952.
- Governments of Greater European Powers. Правительства крупных европейских держав. 1956.
- The Presidency. Crisis and regeneration. An Essay in possibilities. Президентство: кризис и возрождение. University of Chicago Press: Чикаго, 1960, 1974.
- Administration and the Nursing Services. Администрация и сестринская служба. Macmillan: Нью-Йорк, 1959, 1961.
- The Major Governments of Modern Europe. Основные правительства современной Европы. Row, Peterson, 1962.
- Dulles over Suez, the Theory and Practice of his Diplomacy. Аллен Даллес по вопросу Суэцкого канала: теория и практика его дипломатии. Heinemann: Лондон, 1964; Quadrangle Books: Чикаго, 1964.
- The T.V.A.: Franklin D. Roosevelt and the era of the New Deal. Франклин Делано Рузвельт и эра новых отношений (телепередача). Da Capo Press, 1972.